# Uromyces nassellae
Uromyces nassellae ist eine Ständerpilzart aus der Ordnung der Rostpilze (Pucciniales). Der Pilz ist ein Endoparasit des Süßgrases Nassella pubiflora. Symptome des Befalls durch die Art sind Rostflecken und Pusteln auf den Blattoberflächen der Wirtspflanzen. Sie ist ein Endemit Boliviens.

## Merkmale

### Makroskopische Merkmale
Uromyces nassellae ist mit bloßem Auge nur anhand der auf der Oberfläche des Wirtes hervortretenden Sporenlager zu erkennen. Sie wachsen in Nestern, die als gelbliche bis braune Flecken und Pusteln auf den Blattoberflächen erscheinen.

### Mikroskopische Merkmale
Das Myzel von Uromyces nassellae wächst wie bei allen Uromyces-Arten interzellulär und bildet Saugfäden, die in das Speichergewebe des Wirtes wachsen. Die gelblichen Uredien des Pilzes wachsen oberseitig auf den Wirtsblättern. Ihre hyalinen bis hellgelblichen Uredosporen sind 30–35 × 23–26 µm groß, zumeist breitellipsoid bis ellipsoid und stachelwarzig. Die Telien der Art sind schwarzbraun, pulverig und früh unbedeckt. Die kastanienbraunen Teliosporen sind einzellig, in der Regel eiförmig bis langellipsoid und 30–38 × 21–24 µm groß. Ihre Stiele sind bräunlich und bis zu 70 µm lang.

## Verbreitung
Das bekannte Verbreitungsgebiet von Uromyces nassellae umfasst lediglich Bolivien.

## Ökologie
Die Wirtspflanze von Uromyces nassellae ist Nassella pubiflora. Der Pilz ernährt sich von den im Speichergewebe der Pflanzen vorhandenen Nährstoffen, seine Sporenlager brechen später durch die Blattoberfläche und setzen Sporen frei. Die Art durchläuft einen Entwicklungszyklus, von dem bisher nur Telien und Uredien sowie deren Wirt bekannt sind; Spermogonien und Aecien konnten bisher nicht beschrieben werden.